# 숨겨진 계략
《숨겨진 계략》(영어: Hidden Agenda)은 영국에서 제작된 켄 로치 감독의 1990년 정치 스릴러 영화이다. 프랜시스 맥도먼드 등이 출연하였다.

## 출연진
- 프랜시스 맥도먼드
- 브라이언 콕스
- 브래드 도리프
- 모리스 로이브스
- 이언 매컬헤니
- 마이 세텔링
- 미셸 페얼리
- 존 맥도널